# Les Pommeraies
Les Pommeraies est un quartier de Laval, en Mayenne. Il se trouve au nord-est du centre-ville, à proximité de la gare. Le quartier a été développé dans les années 1960 et il est composé de maisons individuelles et de grands ensembles HLM. Il est classé zone urbaine sensible (ZUS) en 1996 mais a quitté le dispositif depuis, pour devenir un quartier de veille active,. Il connaît d'importants travaux de rénovation urbaine. Il a été l'une des deux ZUS de Laval, avec Les Fourches.
La ZUS des Pommeraies comptait 1 851 habitants en 2006 (sans doubles comptes) pour 39 hectares.
Les Pommeraies font partie du quartier administratif « Pillerie-Pommeraies-Vignes ». 

## Géographie
Les Pommeraies sont limitées au sud par la ligne de Paris-Montparnasse à Brest et par la gare de Laval. La voie ferrée contribue à l'isolement du quartier, car il n'existe que deux passages permettant de le relier au centre-ville : la passerelle piétonne de la gare et le pont de Paris. À l'ouest, les Pommeraies sont séparées du quartier de la Pillerie par l'avenue Pierre de Coubertin, et à l'est, c'est l'avenue de Mayenne qui les séparent de la zone industrielle des Touches. Au nord, les Pommeraies sont limitrophes de la commune de Changé. Le quartier englobe aussi l'IUT de Laval.

## Histoire
Avant le XXe siècle, le quartier correspondait à des territoires agricoles et à plusieurs hameaux, comme celui des Pommeraies, qui lui a donné son nom. La construction de la gare de Laval et de la voie ferrée, inaugurées en 1855, ont été le premier grand chantier dans cette partie de la ville. 
Le quartier a pris forme à partir de 1960. D'abord, la place des Pommeraies et la rue des Grands Carrés ont été aménagés, puis les grands ensembles ont été construits progressivement au cours de la décennie. 
Le quartier a rapidement présenté les problèmes typiques des grands ensembles : isolement, précarité et insécurité. Pour y remédier, la ville a présenté un projet de rénovation urbaine en 2009. Ce projet a notamment entraîné la destruction de deux tours en 2012. Les deux tours restantes ont été entièrement rénovées, comme les deux barres, qui sont elles aussi conservées. Le projet profite aussi de la construction de la LGV Bretagne-Pays de la Loire, puisque la gare est elle aussi rénovée, tout comme la passerelle piétonne qui passe au-dessus des voies. Le projet comprend également la construction d'une crèche, d'un pôle de santé et de service, la rénovation de l'école et du gymnase, l'ouverture des Pommeraies sur la zone d'activité des Touches et du quartier voisin de la Pillerie, etc.

## Équipements

### Sports et loisirs
- Centre de loisirs,
- Stade Francis-Le-Basser,
- Courts de tennis,
- Gymnase Jules-Renard,
- Gymnase Jeff-Lemoine,
- Maison de quartier.

### Établissements scolaires
Les Pommeraies disposent d'un patrimoine éducatif important, notamment parce que le quartier partage le campus universitaire de Laval avec la commune de Changé.
- IUT de Laval,
- Résidence universitaire,
- Collège Jules-Renard,
- École maternelle et primaire des Pommeraies.